# Fossa fossana
Il fanàloka (Fossa fossana P. L. S. Müller, 1776), detto anche fanaloca o civetta malgascia, è un mammifero carnivoro di piccola taglia, appartenente alla famiglia degli Eupleridi, endemico del Madagascar. È l'unica specie del genere Fossa Gray, 1865.
Non va confuso con il fossa (Cryptoprocta ferox), altro carnivoro della stessa famiglia ma di taglia maggiore.

## Descrizione
Il corpo del fanaloka è lungo 40–45 cm, la coda 21,5-26,5 cm. I maschi pesano oltre 1,9 kg, mentre le femmine 1,75 kg. Questo carnivoro grande pressappoco come un gatto ha le stesse caratteristiche della volpe, gambe corte e zampe piccole e delicate. Il suo manto marrone chiaro e grigio è ampiamente macchiato, e le macchie diventano linee lungo la schiena e i fianchi. La spessa coda cilindrica è contornata da strisce scure e macchie sparse.

## Distribuzione e habitat
Come la maggior parte della fauna endemica del Madagascar, il fanaloka si trova solo nelle foreste natie. Lo si può trovare nelle foreste pluviali dell'est e del nord, dal livello del mare ai 1600 m di altitudine, inclusa la regione del Sambirano nel nord-ovest e le foreste litoranee vicino a Tolagnaro a sud. Altri esemplari vivono nelle foreste umide e isolate di Montagne d'Ambre e nelle foreste asciutte di Ankarana a nord.

## Biologia
Come molti altri piccoli carnivori, questa specie è notturna e schiva. Passa la giornata a dormire in buchi negli alberi, crepe nelle rocce e rifugi simili, poi esce dopo il tramonto per cercare cibo sul suolo delle foreste e nella bassa vegetazione. I suoi bocconi preferiti includono piccoli mammiferi, rettili, rane e invertebrati, compresi i granchi d'acqua dolce.
Maschi e femmine vivono insieme, solitamente vicino ai fiumi, ai torrenti e alle paludi. Condividono un territorio superiore agli 0,5 km², che marcano tramite l'odore secreto da speciali ghiandole. Il corteggiamento avviene in agosto e settembre, con la nascita di un solo cucciolo dopo un periodo di gestazione di circa 85 giorni. Diversamente dagli altri carnivori, i piccoli sono già molto sviluppati quando nascono: il loro peso è di 60-70 g, hanno gli occhi aperti e sono totalmente ricoperti dal pelo. Si alzano e camminano soltanto dopo tre giorni. Non sono totalmente svezzati fino ai due, tre mesi.
Il cibo può scarseggiare e la caccia può diventare difficoltosa durante l'inverno (giugno-agosto), quindi il fanaloka accumula riserve di grasso durante l'estate, specialmente nella sua coda spessa. Questa riserva può arrivare a costituire più di un quarto del peso totale del corpo.

## Conservazione
La deforestazione per l'aumento degli spazi a coltura e la produzione di carbone è la minaccia più seria. Nelle aree nord-orientali il fanaloka viene venduto come cibo. Inoltre, sono stati introdotti carnivori come cani, gatti e civette che competono per il cibo e attaccano i fanaloka.
Si può incontrare facilmente al tramonto nel parco nazionale di Ranomafana, dove alcuni esemplari vengono regolarmente a mangiare della carne portata loro dalle guide del parco.